# Nòuvic (Alta Viena)
Nòu Vic (en francès Neuvic-Entier) és un municipi francès situat al departament de l'Alta Viena i a la regió de la Nova Aquitània.

## Demografia
| 1962                                       | 1968  | 1975  | 1982  | 1990  | 1999  | 2007 |
| ------------------------------------------ | ----- | ----- | ----- | ----- | ----- | ---- |
| 1.270                                      | 1.372 | 1.218 | 1.042 | 1.045 | 1.025 | 972  |
| Des de 1962: població sense dobles comptes |       |       |       |       |       |      |

## Administració
| Període | Identitat       | Partit |
| ------- | --------------- | ------ |
| 1994-   | Gilbert Ferrand |        |